# William Humble Ward, 2. hrabě Dudley
William Humble Ward, 2. hrabě Dudley (William Humble Ward, 2nd Earl Dudley of Dudley Castle, 2nd Viscount Ednam, 13th Baron Ward) (25. května 1867, Londýn, Anglie – 29. června 1932, Londýn, Anglie) byl britský státník, člen Konzervativní strany. Od mládí byl členem Sněmovny lordů, během své kariéry zastával funkce místokrále v Irsku (1902–1905) a generálního guvernéra v Austrálii (1908–1911). Díky vysokým výnosům z těžby uhlí a průmyslovým podnikům na svých pozemcích patřil k nejbohatším šlechticům Spojeného království na přelomu 19. a 20. století.

## Kariéra

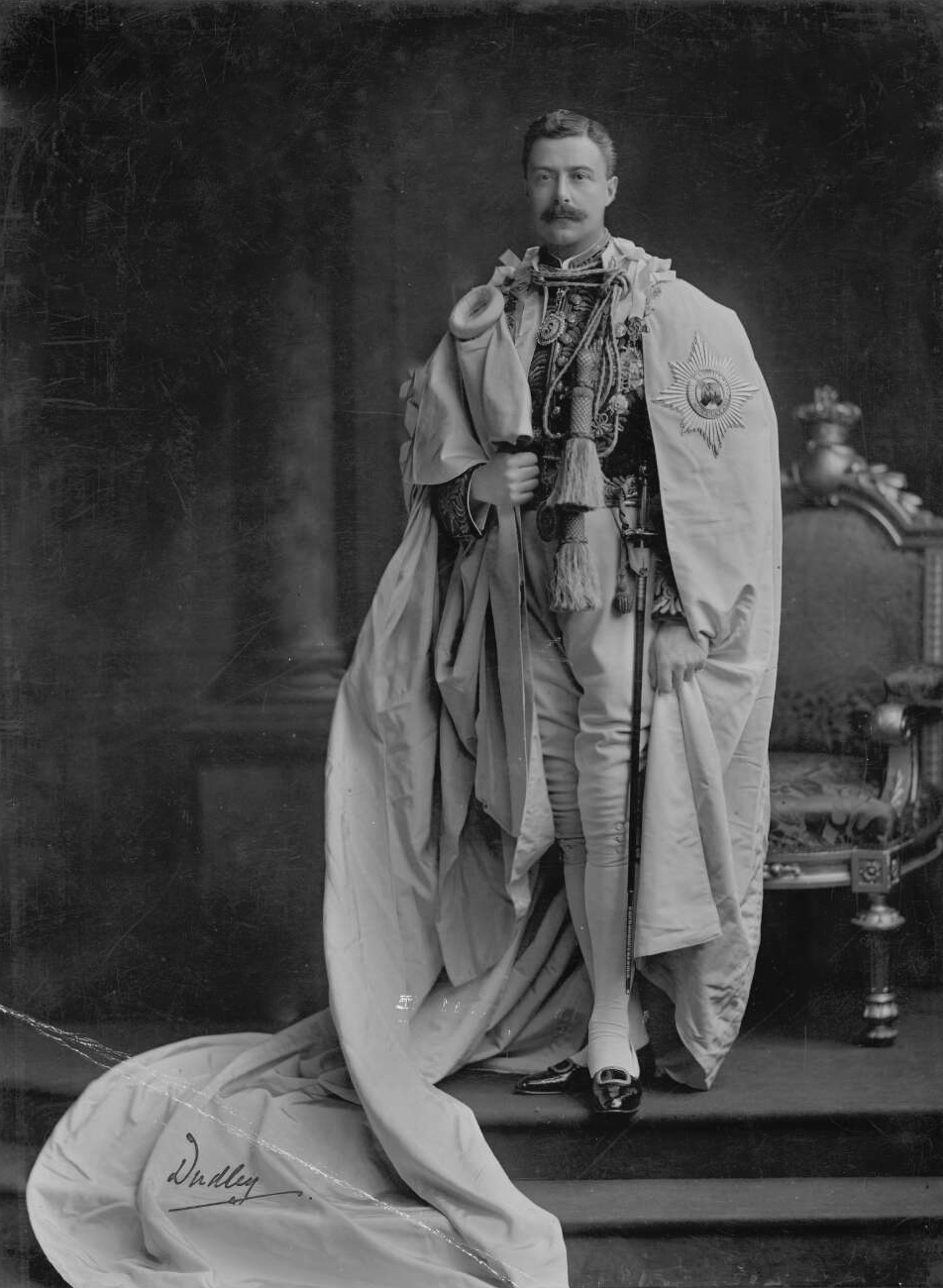
Hrabě Dudley jako irský místokrál a velmistr řádu sv. Patrika

Pocházel ze starobylého šlechtického rodu, mimo jiné byl prasynovcem ministra zahraničí Johna Warda, 1. hraběte Dudleye. Studoval v Etonu, šlechtické tituly a rozsáhlý majetek v hodnotě jednoho miliónu liber zdědil po otci v roce 1885. V mládí krátce sloužil v armádě a po dosažení zletilosti vstoupil do Sněmovny lordů, kde se připojil ke konzervativcům a dostal se do okruhu přátel následníka trůnu, pozdějšího krále Eduarda VII. V letech 1895–1896 byl starostou v Dudley a v letech 1895–1898 členem městské rady v Londýně. V Salisburyho vládě zastával nižší vládní post parlamentního tajemníka úřadu pro obchod (1895–1902), mezitím se také zúčastnil búrské války. Za premiéra Balfoura se stal místokrálem v Irsku (1902–1905), kde projevil organizační a politické schopnosti, od roku 1902 byl zároveň členem Tajné rady.
I když po roce 1905 patřil ke konzervativní opozici, na základě osobní intervence krále Eduarda VII. byl v roce 1908 jmenován generálním guvernérem v Austrálii. Hrabě Dudley, který se od mládí pohyboval u dvora, zahájil své úřadování v Sydney s aristokratickou pompou a důrazem na ceremoniální záležitosti. Snažil se také zasahovat do politiky, což při jeho konzervativním zaměření vedlo ke sporům s liberálně orientovanou Austrálií a jejími předními politiky. Nepopulárními se staly jeho nákladné cesty po Austrálii a požadavek na udržování dvou vládních rezidencí v Sydney a Melbourne. Po vítězství Labor Party ve volbách v roce 1910 se vyhrotily jeho spory s premiérem Andrewem Fisherem a v červenci 1911 na funkci generálního guvernéra rezignoval. V hodnosti majora se za první světové války vrátil do armády, přímou účast na bojových akcích ale neměl. V roce 1916 byl penzionován v hodnosti podplukovníka a od té doby žil v soukromí na svých statcích.
Během své kariéry obdržel řadu vyznamenání, byl rytířem Řádu lázně, Viktoriina řádu a Řádu sv. Michala a sv. Jiří. Ve funkci irského místokrále byl zároveň velmistrem řádu sv. Patrika.

## Majetkové a rodinné poměry

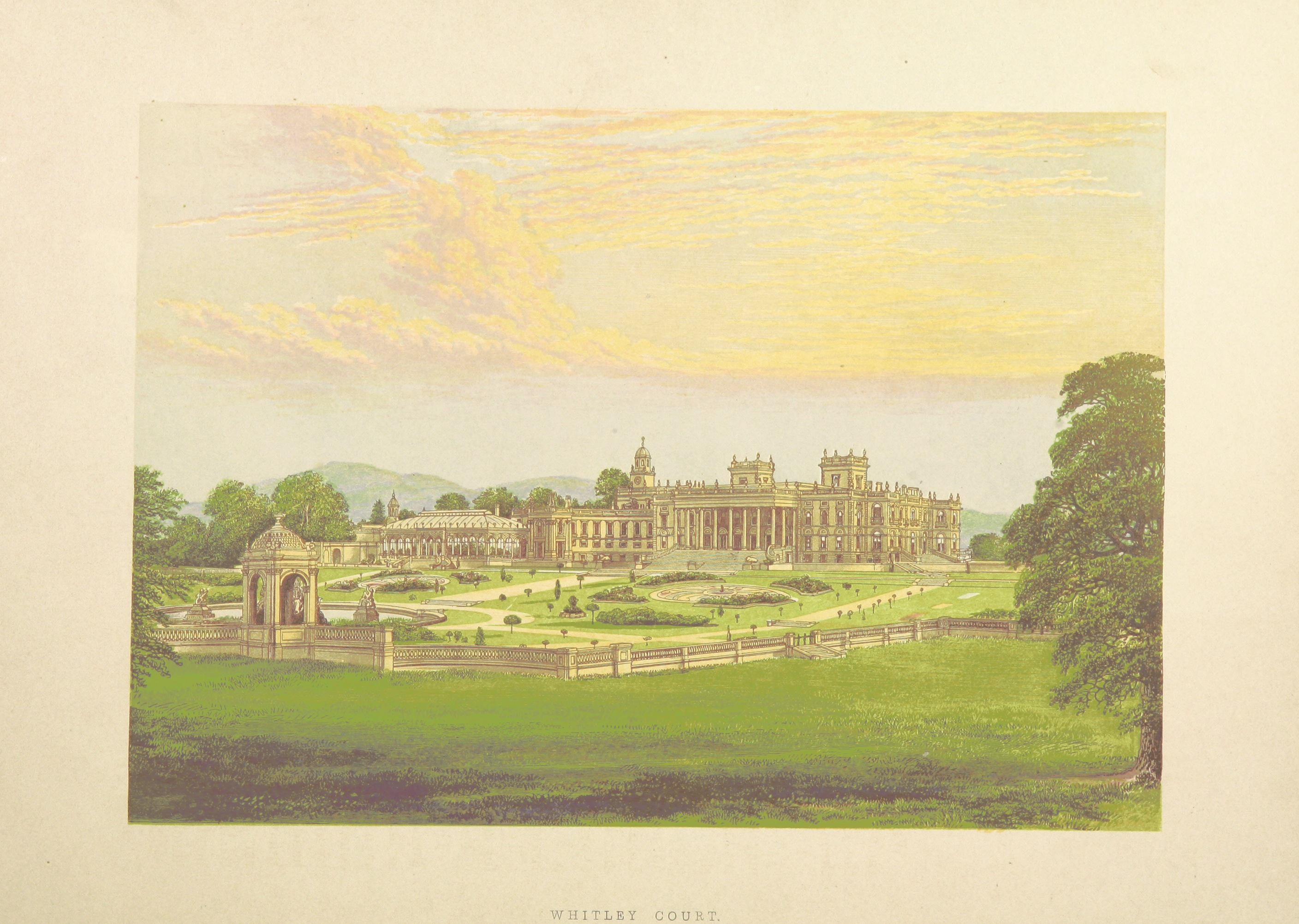
Zámek Witley Court Worcestershire, hlavní sídlo hrabat Dudleyů

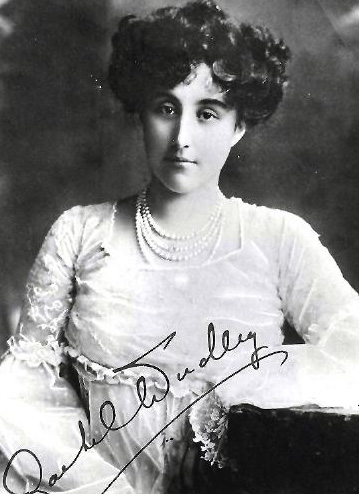
Rachel Ward, hraběnka Dudley, rozená Gurney (1900)

Po otci zdědil rozsáhlé pozemky v hrabstvích Worcestershire a Staffordshire, součástí dědictví byly prosperující uhelné doly a průmyslové podniky, z nichž plynulo značné bohatství rodiny Wardů v 19. století. Hlavním rodovým sídlem byl zámek Witley Court (Worcestershire) zakoupený a přestavený jeho otcem po roce 1850. Po smrti první manželky prodal hrabě Dudley zámek v roce 1920 úspěšnému průmyslníkovi Siru Herbertu Smithovi.
V roce 1891 se oženil s Rachel Gurney (1868–1920) z bankéřské rodiny z Norwiche, jejich svatby se zúčastnil i pozdější král Eduard VII. Rachel se zajímala o problematiku zdravotnictví, v Irsku a Austrálii se věnovala charitě a za první světové války založila v Austrálii vojenskou nemocnici. Za zásluhy obdržela Řád britského impéria. Nešťastnou náhodou zahynula při návštěvě Austrálie, kde se utopila. Podruhé se hrabě Dudley oženil v roce 1924 s Gertie Millar (1879–1952), která byla na počátku 20. století populární divadelní herečkou a operetní zpěvačkou.
Z prvního manželství pocházelo sedm dětí, dědicem titulů byl nejstarší syn William Humble Ward, 3. hrabě Dudley (1894–1969), který byl v mládí členem Dolní sněmovny a zastával řadu správních funkcí v různých hrabstvích. Nejmladší syn George Reginald Ward (1907–1988) sloužil za druhé světové války u RAF, později byl ministrem letectva (1957–1960) a s titulem vikomta poté vstoupil do Sněmovny lordů (1960).